# Тріумфальна арка (Курськ)
Тріумфальна арка — архітектурна пам'ятка міста Курська.

## Опис
Знаходиться на в'їзді до міста, на вул. Карла Маркса, 104, північному в'їзді у місто. Будова є центральним об'єктом меморіального комплексу Курська дуга.
Будівництво розпочато 1995 року, в губернаторство А. У. Руцкого. Наприкінці квітня 1998 року почалися будівельні работи. Добудовано у 2000 році, і тоді ж відбулося її урочисте відкриття.